# 波卡拉半岛

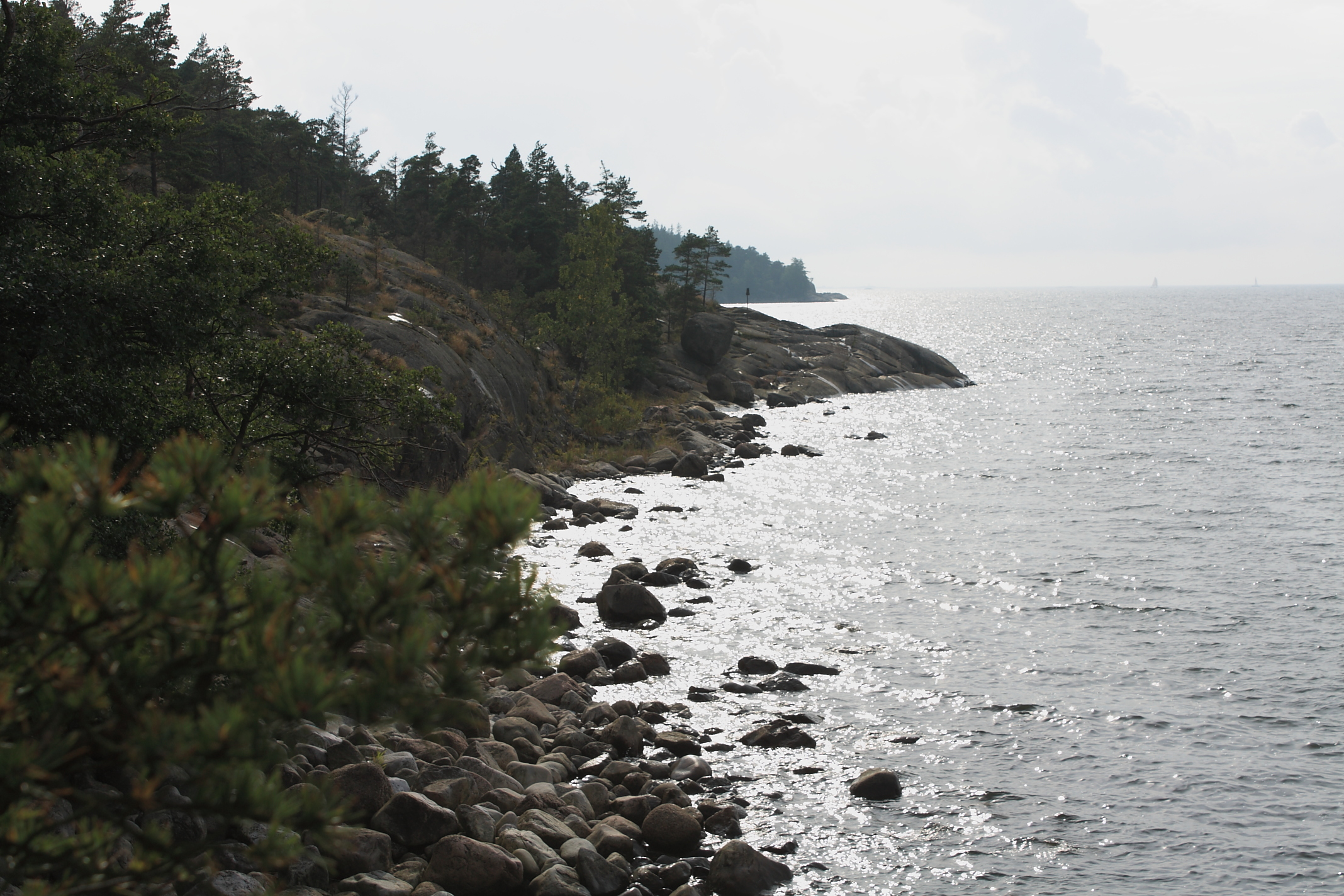
波卡拉半岛的海岸线布满岩石

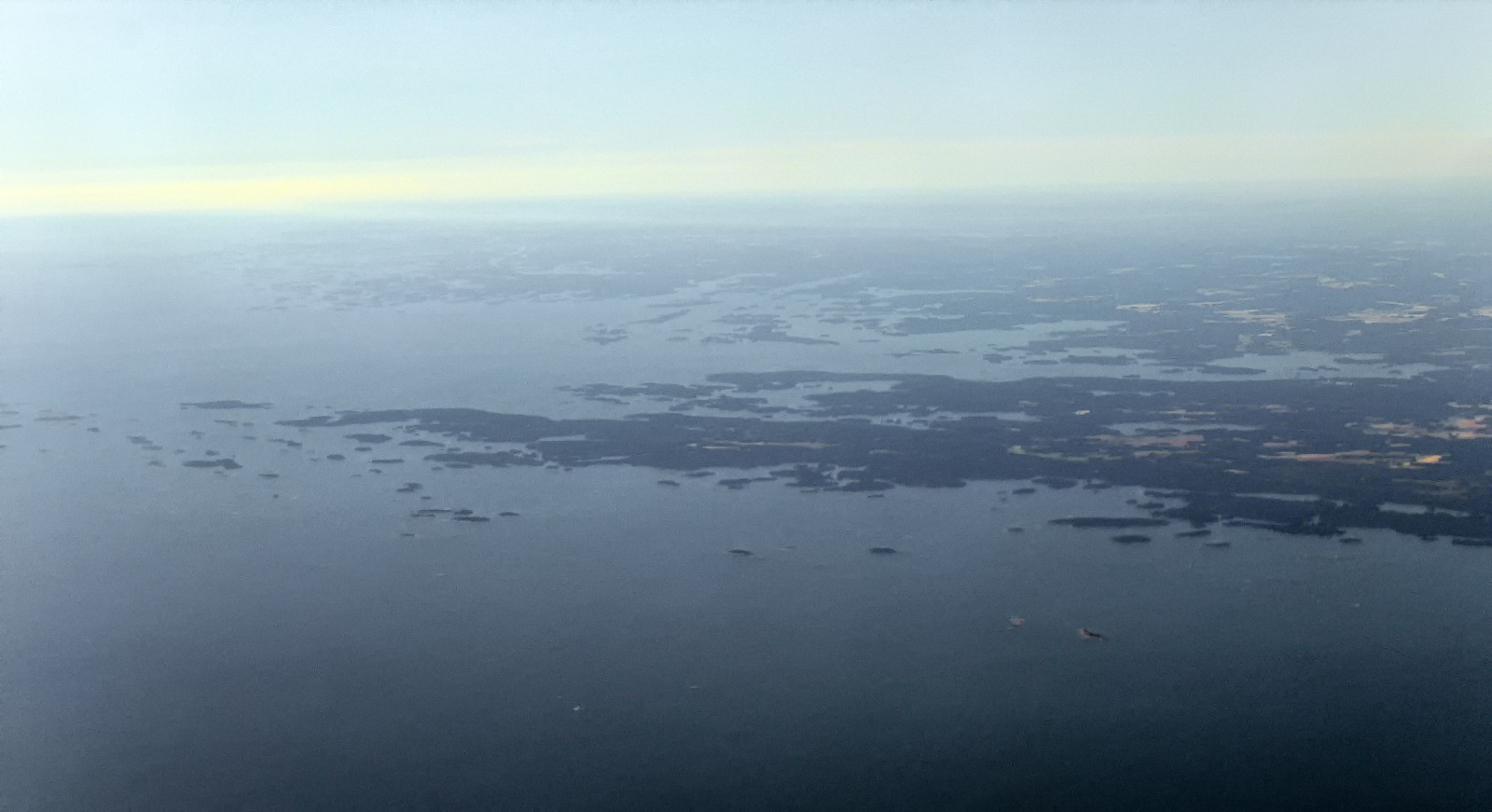
波卡拉半岛鸟瞰图

波卡拉半岛（芬蘭語：Porkkalanniemi）是芬兰湾的一个半岛，位于芬兰南部的基爾科努米。
该半岛曾具有巨大的战略价值，因为驻扎在那里的海岸炮兵将能够在芬兰湾的一半以上进行射击。如果同一军事势力控制了海湾对岸爱沙尼亚的海岸，那么它将能够阻止圣彼得堡海军进入波罗的海。波卡拉半岛距离爱沙尼亚最近的地方只有36公里（22英里）。此外，波卡拉距离芬兰首都赫尔辛基仅30公里（19英里），驻扎在那里的外国势力将能够对芬兰政府施加巨大压力。
如今在北极的雁和其他水禽春季迁徙期间，半岛海岸是受欢迎的观鸟区。

## 历史

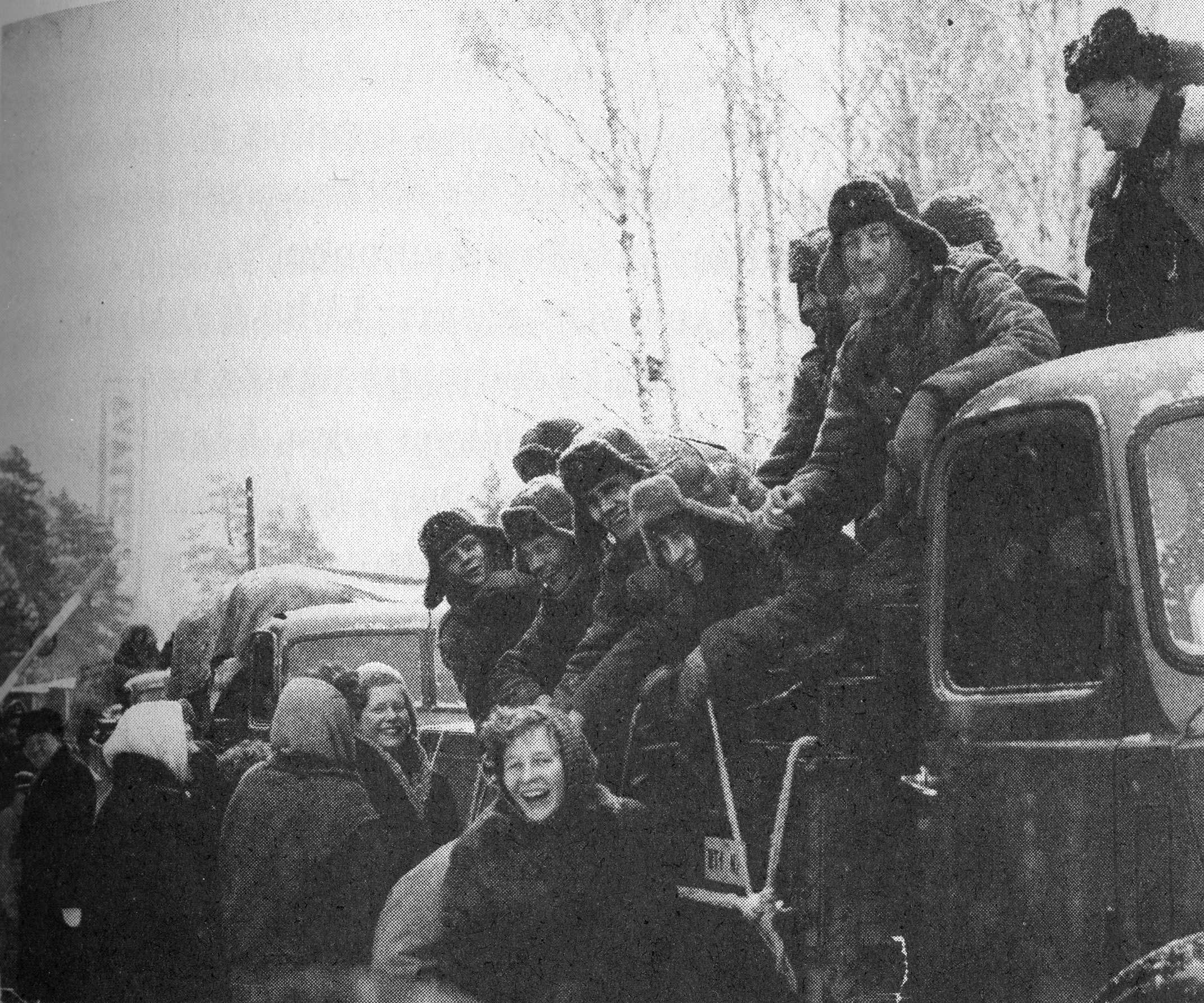
1956年1月26日，边境大门打开，第一批芬兰军队返回波卡拉。并组织了被迫撤离此地的原居民回来观看

第二次世界大战结束时，根据1944年9月19日芬兰与苏联为结束继续战争而签订的莫斯科停战协定，苏联获得了波卡拉海军基地的租赁权。
波卡拉因此取代了1940年至41年作为海军基地租给苏联的汉科半岛。1944年9月29日，即停战十天后，以半岛为中心的大片地区，包括基爾科努米、錫溫蒂奧和因戈的土地，以及几乎整个代格比地区，被租给了苏联。苏联接管该地区时，约有7200名芬兰居民，并在1944年9月的十天内全部撤离。
除了军事用途外，该海军基地还用于向芬兰政府施加政治压力，并用于建立苏联间谍网络。
波卡拉租借地立即由军官涅翁·安东诺夫（1907–1948）来管理，他在此职位上呆到1945年6月，之后他调至阿穆尔河区舰队,为对日本作战做准备。
根据1944年停战协定，该地区租借给苏联50年。1947年2月10日，《巴黎和约》重申苏联有权占领该地区直至1994年。
苏联没有在此地建立民政管理；而仅是波卡拉军事指挥官来进行军事管理，该职位由前汉科海军基地指挥官谢尔盖·卡巴诺夫（1901-1973）担任，直到1956年1月26日。
在海军基地行动最活跃的时期，该地区驻扎有30,000名苏联士兵以及10,000名苏联官员和平民（例如军官家属）。
虽然在苏联控制下，1947年赫尔辛基和图尔库之间的芬兰客运列车被允许在支付费用的情况下使用该地区的铁路。然而，所有的火车窗户都必须用百叶窗关闭，并且在40公里的过渡期间禁止拍照 。
1952年赫尔辛基夏季奥运会期间，苏联奥运代表队被安置在海军基地，而不是奥运村。
尽管苏联对波卡拉的租期已确认了50年，但双方达成了提前归还协议。该协定于1955年9月19日签署，正好是停战11年后，1956年1月26日，该地区的控制权交还给芬兰。这可能归因于芬兰化进程和技术进步使沿海炮兵过时。赫鲁晓夫领导下的苏联放弃了斯大林主义，芬兰的中立和不加入北约也是重要的因素。
在重新进入该地区后，芬兰人发现苏联已经摧毁了1944年移交的大约50%的民用住房和80%的商业房产。新建筑包括博特维克（Båtvik）的深水港和弗里约斯比（Friggesby）的飞行场。飞行场立即被拆除并恢复为农场用地，大多数撤离的人口返回了他们以前的家园。到20世纪60年代末，苏联统治的大部分痕迹已被抹去。
目前，波卡拉地区是芬兰海军的主要基地之一，位于波卡拉附近的乌平涅米。

## 在流行文化中
在莱娜·莱赫托莱宁（Leena Lehtolainen）的芬兰黑色神秘小说《表面之下》中，苏联对波卡拉的租赁和该地区昔日居民的回归是关键事件。海军基地也是电视剧《拳头》情节主线的一部分。